# Via Pompeia
La strada Consolare Pompeia (o Pompea) era una via romana che congiungeva Messina a Siracusa percorrendo a tratti la costa e a tratti internandosi verso i centri abitati.
Dal periodo romano sino al XIX secolo la strada è stata la spina dorsale viaria del versante ionico della Sicilia. 
Il tracciato della Pompeia ha favorito la nascita e lo sviluppo urbani dei centri storici delle città orientali dell'isola, fra cui Messina, Taormina, Giardini-Naxos, Giarre, Acireale, Catania, Augusta, Siracusa. Il tratto della strada limitrofo alla antica città di Messina e ai villaggi vicini veniva chiamato Dromo (dal greco dromos). Prima di Catania il tracciato consolare seguiva un percorso a mezza costa che attraversava le terme di Santa Venera al Pozzo e le località di Piano della Reitana e Nizeti per immettersi nel capoluogo attraverso la porta di Aci.
Il tracciato originale è stato poi oggetto di ampliamenti e modifiche a partire dal XIX secolo. Oggi la Strada Statale 114 Orientale Sicula ne ricalca in parte il tracciato.